# (7851) Azumino
(7851) Azumino est un astéroïde de la ceinture principale.

## Description
(7851) Azumino est un astéroïde de la ceinture principale. Il fut découvert le 29 décembre 1996 à Chichibu par Naoto Satō. Il présente une orbite caractérisée par un demi-grand axe de 2,20 UA, une excentricité de 0,16 et une inclinaison de 5,0° par rapport à l'écliptique.

## Compléments